# والتر بيشوب جونيور
والتر بيشوب جونيور (بالإنجليزية: Walter Bishop)‏ هو عازف جاز وعازف بيانو أمريكي، ولد في 4 أكتوبر 1927 في نيويورك في الولايات المتحدة، وتوفي بنفس المكان في 24 يناير 1998.

## وصلات خارجية
- والتر بيشوب جونيور على موقع ميوزك برينز (الإنجليزية)
- والتر بيشوب جونيور على موقع أول ميوزيك (الإنجليزية)
- والتر بيشوب جونيور على موقع ديسكوغز (الإنجليزية)